# Пандан (озеро)
Пандан (индон. Danau Pandan) — озеро в Индонезии. Располагается на территории района Пинангсори в округе Центральное Тапанули провинции Северная Суматра на западе страны.
Озеро Пандан находится в 32,3 км от населённого пункта Пандан, расположенного на юго-западном побережье острова Суматра. Площадь водной поверхности озера составляет 103 га. Длина — 2,034 км, максимальная ширина — 1,033 км, средняя — 0,506 км. Протяжённость береговой линии — 5,395 км. Наибольшая глубина — 1,7 м.
Содержание растворенного кислорода в водах озера варьируется в пределах 4,91—9,03 мг/л. Кислотность воды колеблется от 6,8 до 9,02.
На северо-западе из озера вытекает река Лобу, впадающая в залив Тапанули Индийского океана.